# Endocitoza
Endocitoza je proces suprotan egzocitozi. Njime se veća količina tvari unosi u stanicu tako da se stanična membrana uvrće oko njih i susljedno stvara citoplazmatski mjehurić s unesenim sadržajem. 
Bitna je veličina čestica koja se unosi u stanicu. Glede veličine može biti unošenje sitnih čestica ili pinocitoza (sićušne čestice, otopljene tvari i tekućina ) i unošenje krupnih čestica (bakterije, stanice ili dijelovi raspadnuta tkiva) ili fagocitoza. Kod praživotinja, kad im hrana uđe u stanicu ili tijelo, stvara se hranidbeni mjehurić ili probavna vakuola koja se spoji s lizosomima.